# Ballao
Ballao ist eine italienische Gemeinde (comune) mit 719 Einwohnern (Stand 31. Dezember 2023) in der Metropolitanstadt Cagliari auf Sardinien. Die Gemeinde liegt etwa 43,5 Kilometer nordnordöstlich von Cagliari am Parco Geominerario Storico ed Ambientale della Sardegna und am Flumendosa.

## Nachbargemeinden
Ballaos Nachbargemeinden sind in alphabetischer Reihenfolge Armungia, Escalaplano, Goni, Muravera, Perdasdefogu, San Nicolò Gerrei, San Vito, Silius und Villaputzu. Sie liegen alle in der Metropolitanstadt Cagliari.

## Verkehr
Durch die Gemeinde führt die Strada Statale 387 del Gerrei von Cagliari nach Muravera.

## Sehenswürdigkeiten
Das Brunnenheiligtum (Pozzo sacre) Funtana Coberta (dt. überdachter Brunnen) stammt aus dem 10. Jahrhundert v. Chr. und liegt in der Region Salto di Quirra.